# Street Machine
Street Machine es el cuarto álbum de estudio de Sammy Hagar, publicado en septiembre de 1979. Contiene los exitosos sencillos "Plain Jane" y "This Planet's on Fire (Burn in Hell)".

## Lista de canciones
1. "Growing Pains" (Hagar) - 3:46
2. "Child to Man" (Hagar) - 4:28
3. "Trans Am (Highway Wonderland)" (Hagar) - 3:46
4. "Feels Like Love" (Hagar) - 4:21
5. "Plain Jane" (Hagar) - 3:49
6. "Never Say Die" (Hagar) - 4:47
7. "This Planet's on Fire (Burn in Hell)" (Hagar) - 4:34
8. "Wounded in Love" (Betsy Hagar, Sammy Hagar) - 3:50
9. "Falling in Love" (Hagar) - 4:44
10. "Straight to the Top (Hagar) - 3:29

## Sencillos
- "Plain Jane" (mono) / "Plain Jane" (stereo) - EE. UU. (Capitol P-4757)
- "Plain Jane" (mono) / "Plain Jane" (stereo) - EE. UU. (Capitol PRO-9189/9190)
- "Plain Jane" b/w "Wounded in Love" - UK (Capitol CL 16101)
- "This Planet's on Fire (Burn in Hell)" / "Space Station #5" (live) - UK (Capitol CL 16114)
- "Straight to the Top" b/w "Growing Pains" - EE. UU. (Capitol 4825)

## Créditos
- Sammy Hagar: guitarra, voz
- Bill Church: bajo
- Gary Pihl: guitarra
- Chuck Ruff: batería
- Steve Douglas: saxofón
- Mark Jordan: piano